# Municipio de Marais Saline
El municipio de Marais Saline (en inglés: Marais Saline Township) es un municipio ubicado en el condado de Ashley en el estado estadounidense de Arkansas. En el año 2010 tenía una población de 165 habitantes y una densidad poblacional de 1,41 personas por km².

## Geografía
El municipio de Marais Saline se encuentra ubicado en las coordenadas 33°3′34″N 92°2′23″O / 33.05944, -92.03972. Según la Oficina del Censo de los Estados Unidos, el municipio tiene una superficie total de 117.32 km², de la cual 109,19 km² corresponden a tierra firme y (6,93 %) 8,13 km² es agua.

## Demografía
Según el censo de 2010, había 165 personas residiendo en el municipio de Marais Saline. La densidad de población era de 1,41 hab./km². De los 165 habitantes, el municipio de Marais Saline estaba compuesto por el 80,61 % blancos, el 19,39 % eran afroamericanos. Del total de la población el 1,21 % eran hispanos o latinos de cualquier raza.